# Marianne Pousseur
Marianne Pousseur (Verviers, 1º dicembre 1961) è un soprano belga.
Marianne è la figlia del compositore Henri Pousseur, la sorella del compositore Denis Pousseur, e della regista Isabelle Pousseur. Ha fondato con Enrico Bagnoli la compagnia Khroma.

## Biografia
Ha studiato canto classico e musica da camera presso il Conservatorio di Liegi, e ha cantato in vari gruppi musicali diretti da Philippe Herreweghe come il Collegium Vocale e La Chapelle Royale.
La sua interpretazione di Pierrot Lunaire di Arnold Schönberg sotto la direzione musicale di Philippe Herreweghe è stata filmata dalla RTBF e registrata in un disco per Harmonia Mundi France.
Si esibisce regolarmente con gruppi come l'Ensemble Schönberg, Remix Porto, Die Reihe e con l'Ensemble Intercontemporain, in particolare sotto la direzione di Pierre Boulez, in un repertorio sostanzialmente orientato al XX secolo.
La sua registrazione di Infinito Nero di Salvatore Sciarrino ha vinto il Midem Classical Awards 2009 a Cannes.
Ha lavorato come recitante in grandi opere sinfoniche con la direzione di Kurt Masur con l'Orchestra National de France e la London Philharmonic Orchestra .
Per lei George Aperghis ha composto nel 2004, "Dark Side", creato ad Atene con l'Ensemble Intercontemporain. E "Ismene" dal poema di Yiannis Ritsos.
Attualmente è professore di canto e di interpretazione presso il Conservatorio di Bruxelles.

## Discografia
- Arnold Schönberg, Pierrot Lunaire, Philippe Herreweghe, Harmonia Mundi, 1992, #9011390
- Hanns Eisler, Songs, Bertold Brecht, Unclassical Sub rosa, 1996
- Giacinto Scelsi, Tre canti popolari, Helix Ensemble, Unclassical Sub rosa, 1992, SR51
- Henri Pousseur, Dichterliebereigentraum, Pierre Bartholomée, Cypres, 1997, CYP 7602
- Henri Pousseur, La guirlande de Pierre, Cypres, 1998, CYP 4603
- Stephan Wolpe, Berlin 1929 - 1933, Helix Ensemble, Unclassical Sub rosa, 1999, SR140
- Salvatore Sciarrino, Lohengrin, Ensemble risognanze, Tito Ceccherini, Col legno , 2005, 1CD 20264
- John Cage-Morton Feldman-Hanns Eisler-Giacinto Scelsi..., Only , Sub rosa, 2011, ASIN: B0058M74VS

## Regie e creazioni
| Anno di creazione | Titolo                                              | Autore                 | Luogo della creazione e varie                                                                                               |
| ----------------- | --------------------------------------------------- | ---------------------- | --- |
| 1991              | Dialogue entre l'huître et l'autruche               | Lewis Carroll          | Atelier Saint Anne, Bruxelles et Théâtre des Bernardines, Marseille, cantante, attrice                                      |
| 1993              | L'air frais des jardins publics                     | Lewis Carroll          | Atelier Saint Anne, Bruxelles et Théâtre des Bernardines, Marseille, seguito della creazione precedente                     |
| 1996              | Songbooks                                           | John Cage              | KunstenfestivaldesArts (Bruxelles), Atem Amandiers (Nanterre), Octobre en Normandie (Rouen), cantante, attrice              |
| 1998              | Le Chant des Ténèbres                               | Brecht/Weill           | Octobre en Normandie, cantante, attrice, regista                                                                            |
| 2000              | Histoire de Babar                                   | Francis Poulenc        | Opéra de Rouen, attrice, regista                                                                                            |
| 2001              | L'enfant et les sortilèges                          | Maurice Ravel          | Opéra de Rouen, regista |
| 2004              | Peer Gynt                                           | H.Ibsen                | Muziektheater Transparant, Théâtre de la Balsamine, Opéra en Ile de France, cantante, attrice, regista                      |
| 2005              | Magic Box                                           | d'après Claude Debussy | Khroma, Théâtre de la Place (Liège), les Jeunesses Musicales de Belgique e Arcadi (France), cantante, attrice, regista      |
| 2008              | Ismene                                              | Yiannis Ritsos         | Khroma, Théâtre de la Balsamine, Théâtre de la Place (Liège) e Grand Théâtre du Luxembourg, cantante, attrice               |
| 2013              | Phèdre                                              | Yiannis Ritsos         | Khroma, Théâtre de la Balsamine, Théâtre de la Place (Liège) e Grand Théâtre du Luxembourg, cantante, attrice, compositrice |
| 2015              | Ajax                                                | Yiannis Ritsos         | Khroma, Theatre Varia, Theatre de Liege, cantante, attrice, compositrice                                                    |
| 2018              | I Was Looking at the Ceiling and Then I Saw the Sky | John Adams             | Khroma, Opera di Liegi. Theatre National di Bruxelles, regista, scenografa, disegni.                                        |
| 2022              | Madrigali, dialogue avec la Lumiere                 | Claudio Monteverdi     | Khroma, Conservatoire de Bruxelles, concezione, regia, scene, costumi                                                       |